# Zenodoxus
Zenodoxus is een geslacht van vlinders uit de familie wespvlinders (Sesiidae), onderfamilie Tinthiinae.
Zenodoxus is voor het eerst wetenschappelijk beschreven door Grote en Robinson in 1868. De typesoort is Zenodoxus maculipes.

## Soorten
Zenodoxus omvat de volgende soorten:
- Z. aurantia Hampson, 1919
- Z. canescens Edwards, 1881
- Z. cingulata (Staudinger, 1870)
- Z. dorsalis Le Cerf, 1914
- Z. esakii Yano, 1960
- Z. flavicincta Hampson, 1919
- Z. heucherae Edwards, 1881
- Z. issikii Yano, 1960
- Z. maculipes Grote & Robinson, 1868
- Z. mexicana Beutenmüller, 1897
- Z. mexicanus Beutenmüller, 1897
- Z. palmiana (Dalla Torre, 1925)
- Z. palmii (Neumoegen, 1891)
- Z. proxima (Le Cerf, 1916)
- Z. rubens Engelhardt, 1946
- Z. shakojianus Matsumura, 1931
- Z. sidalceae Engelhardt, 1946
- Z. taiwanellus Matsumura, 1931
- Z. tineiformis (Esper, 1793)
- Z. trifasciatus Yano, 1960
- Z. wissadulae Engelhardt, 1946